# Civico Mausoleo Palanti
L'Edicola Palanti è un'opera architettonica funeraria che si trova all'interno del cimitero monumentale di Milano, al Riparto V, del quale è l'Edicola 83.
Venne progettata inizialmente come tomba per i genitori dall'architetto Mario Palanti ed edificata fra il 1924 e il 1928; come scolpito in rilievo sul lato posteriore, fu inaugurata nel MCMXXIX (1929), anno VII (dell'era fascista).
Dotata di una profonda cripta, venne usata come rifugio antiaereo durante i bombardamenti della seconda guerra mondiale.
Dati gli onerosi costi di manutenzione e restauro, venne donata per volontà dello stesso Palanti al comune di Milano nel 1974, che da subito la utilizzò per tumularvi, usandola come un secondo famedio, salme di "illustri cittadini", alcuni di essi (così come lo erano gli stessi genitori del Palanti quando vi vennero tumulati) anche morti da vari anni e di conseguenza già tumulati in altre zone del cimitero.
Il 4 febbraio 1981 l'Edicola venne ufficialmente denominata "Civico Mausoleo Palanti".
Vi sono tumulati, oltre allo stesso Mario Palanti e ai genitori Giovanni Palanti e Virginia De Gaspari: Giovanni D'Anzi, Emilio Guicciardi, Virgilio Ferrari, Franco Russoli, Alfredo Bracchi, Maria Bonizzi, Ermanno (Hermann) Einstein, Girolamo Palazzina, Innocenzo Gasparini, Ciro Fontana, Fernanda Wittgens, Angelo Cucchi, Walter Chiari, Carlo Mariano Colombo, Luisa Tetrazzini. I loro nomi sono incisi ciascuno su una delle varie piccole placche metalliche che, fissate su una lastra anch'essa metallica al di fuori del Mausoleo, indicano i nomi dei defunti presenti. Luigi Berlusconi è stato per un periodo nel Civico Palanti.
Il Civico Mausoleo Palanti ha ospitato anche Paolo Grassi, successivamente traslato nella cripta del famedio, e fino a ottobre 2013 ha ospitato Franco Parenti, anch'egli traslato nella cripta del famedio.

## Galleria d'immagini

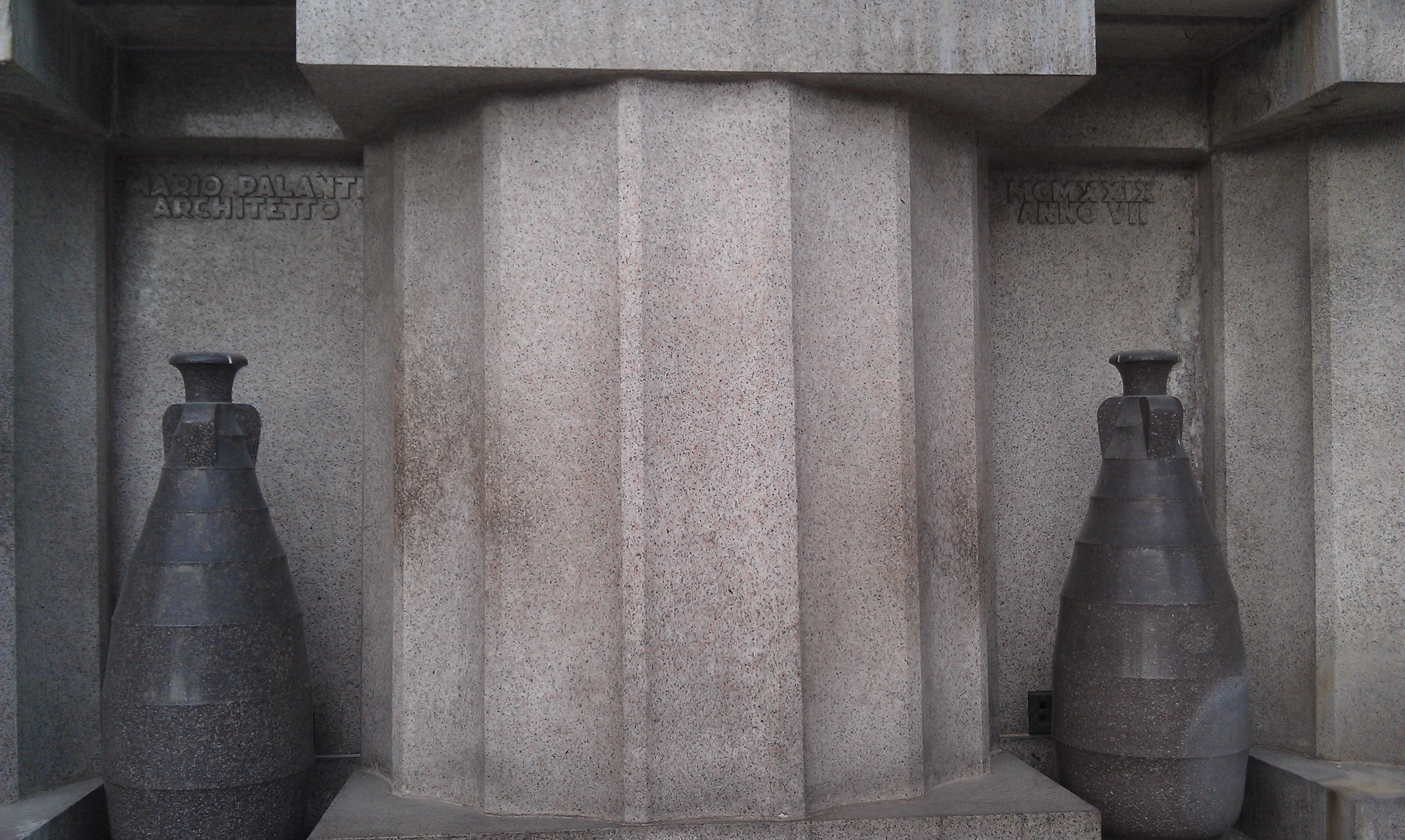
Mario Palanti, 1929, anno VII (dell'era fascista)
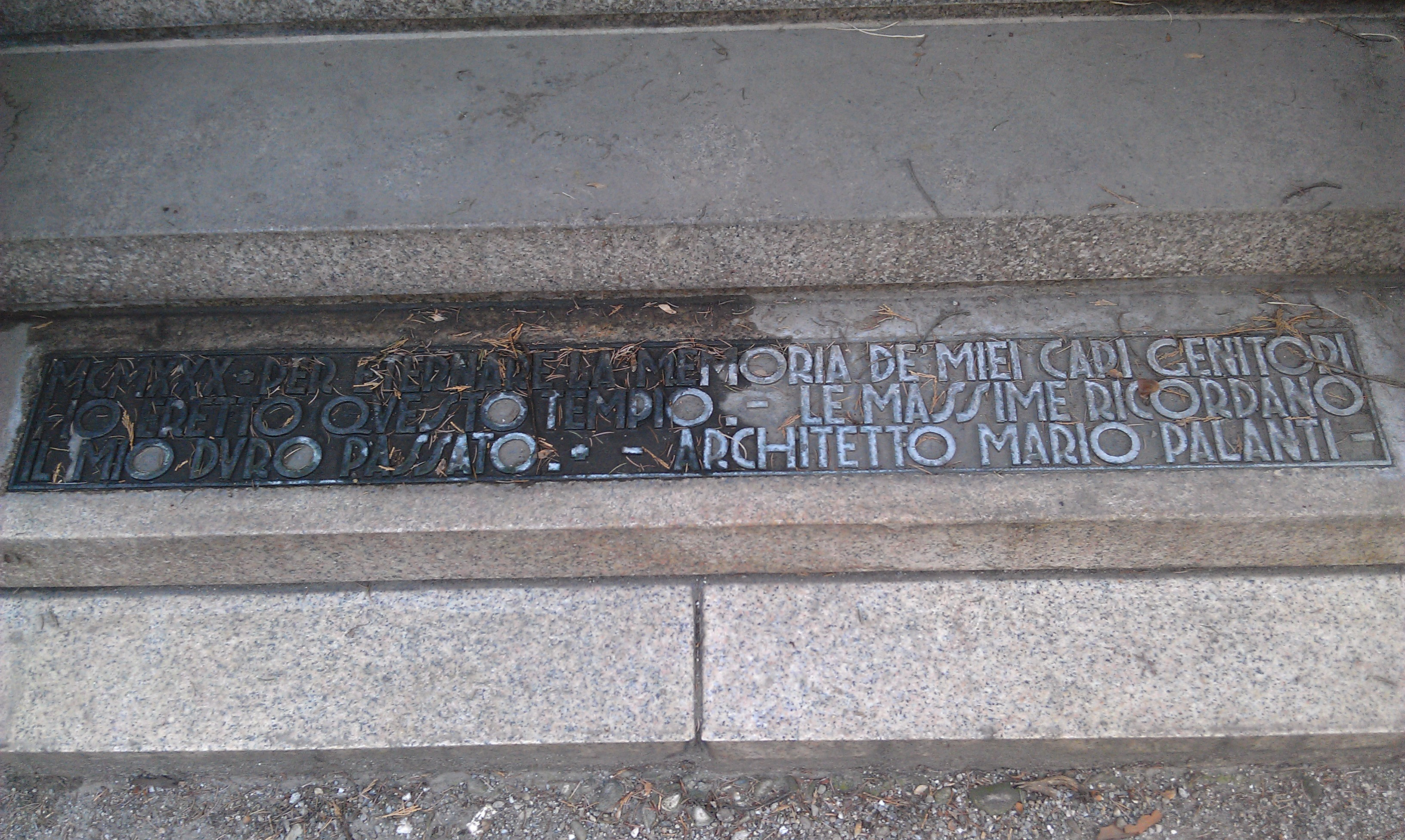
Soglia: MCMXXX • PER ETERNARE LA MEMORIA DE'MIEI CARI GENITORI HO ERETTO QUESTO TEMPIO. - LE MASSIME RICORDANO IL MIO DURO PASSATO. • - ARCHITETTO MARIO PALANTI -
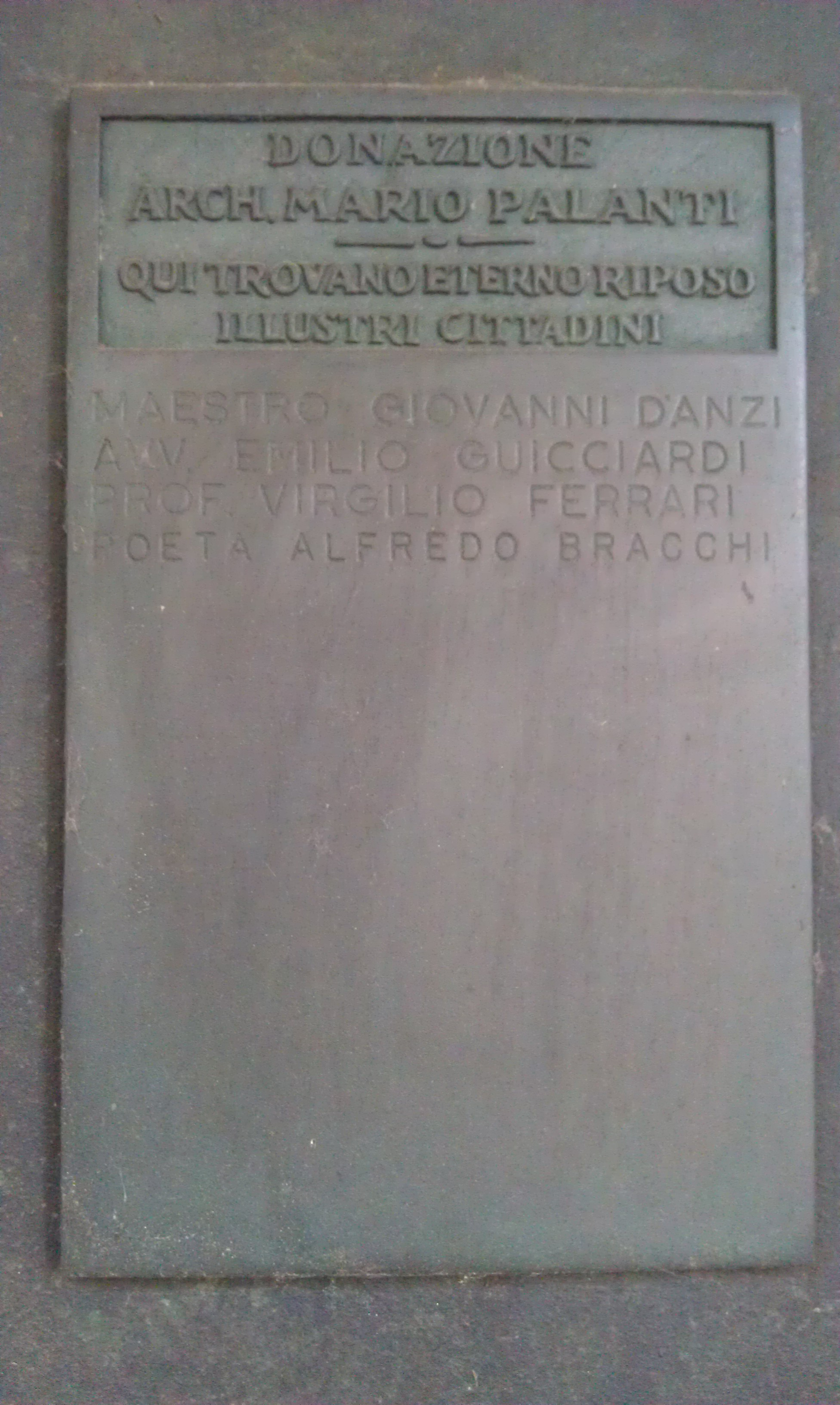
Targa donazione
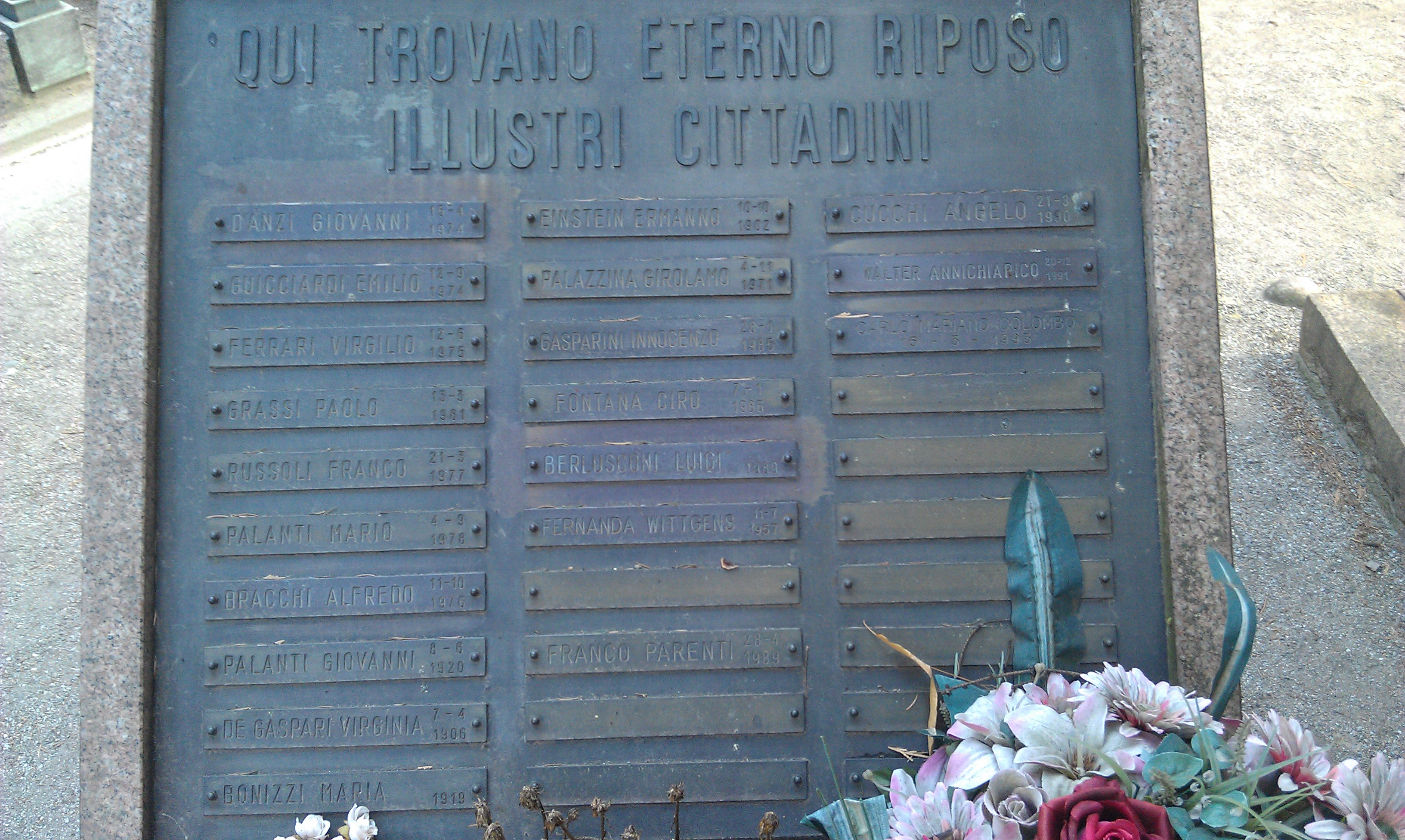
Illustri Cittadini di Milano (prima delle traslazioni di Grassi e Parenti)
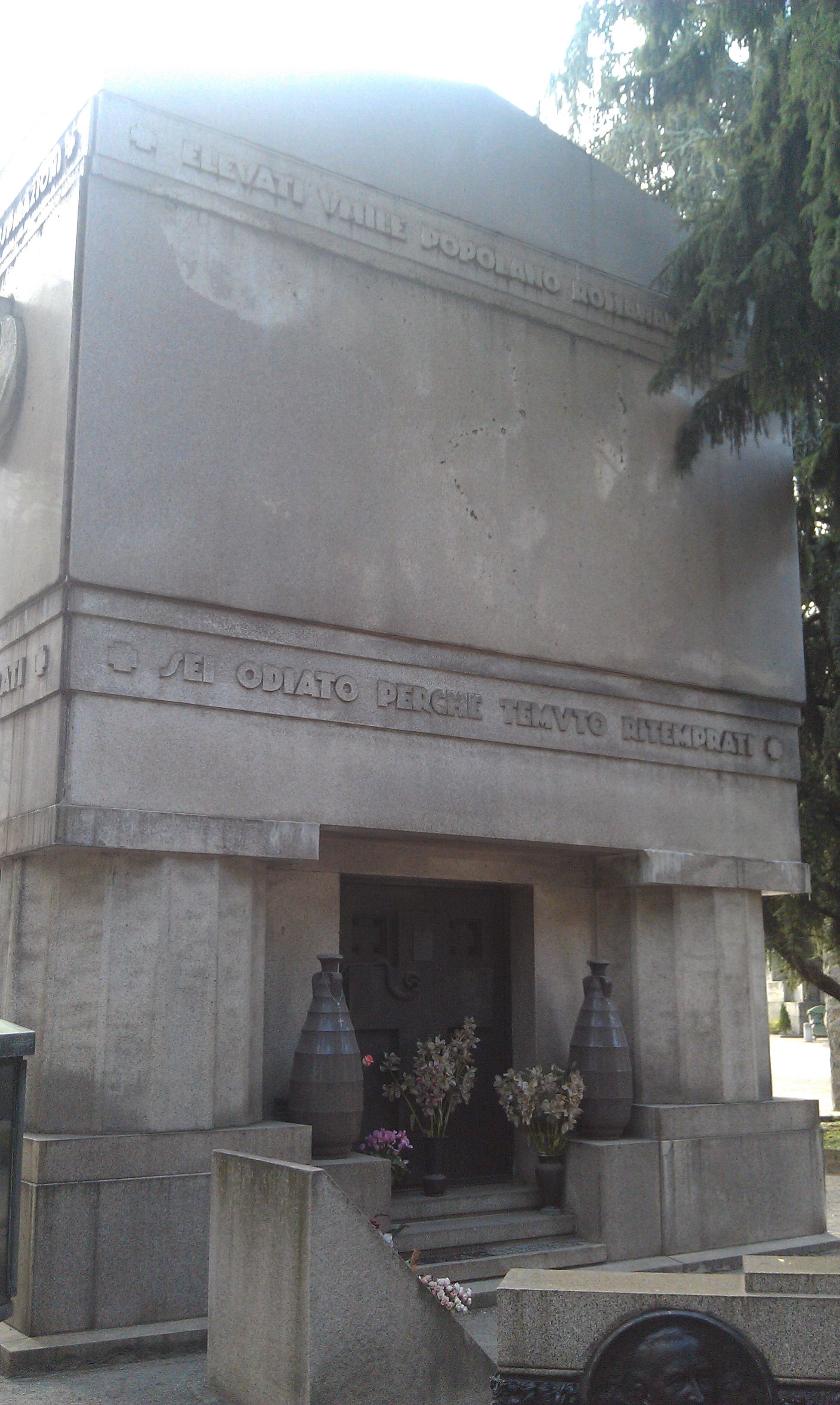
Massime fronte accesso
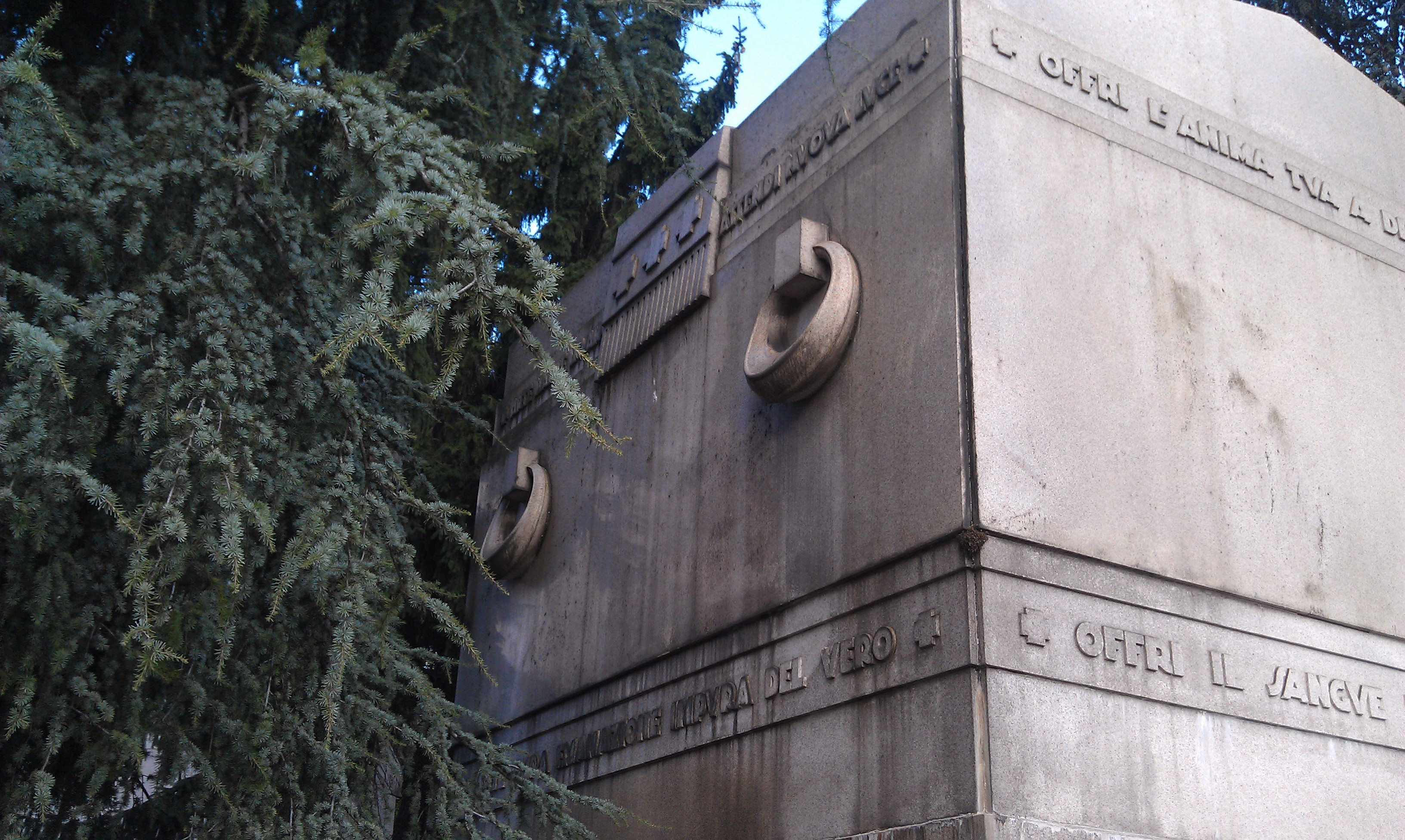
Massime lato destro
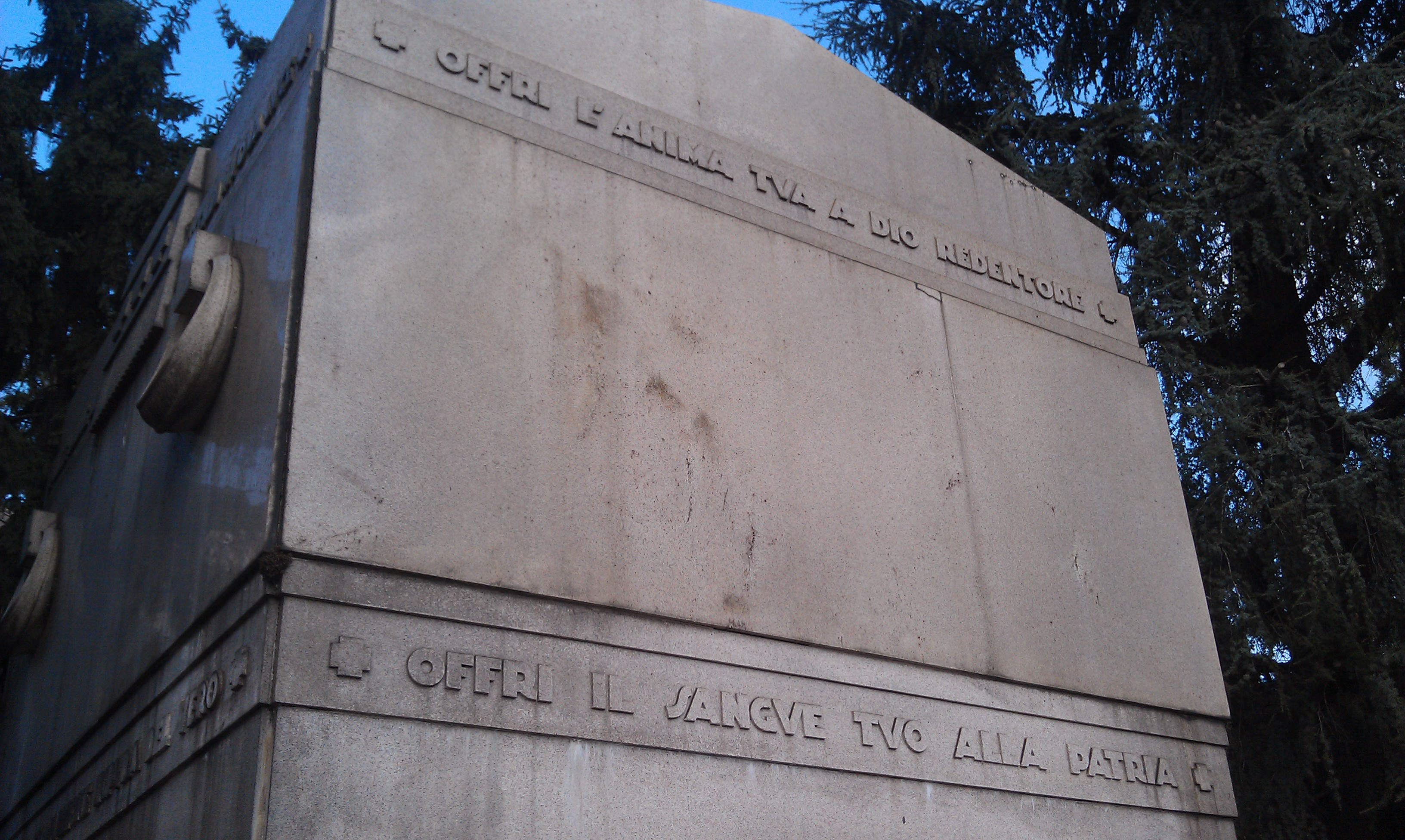
Massime lato posteriore
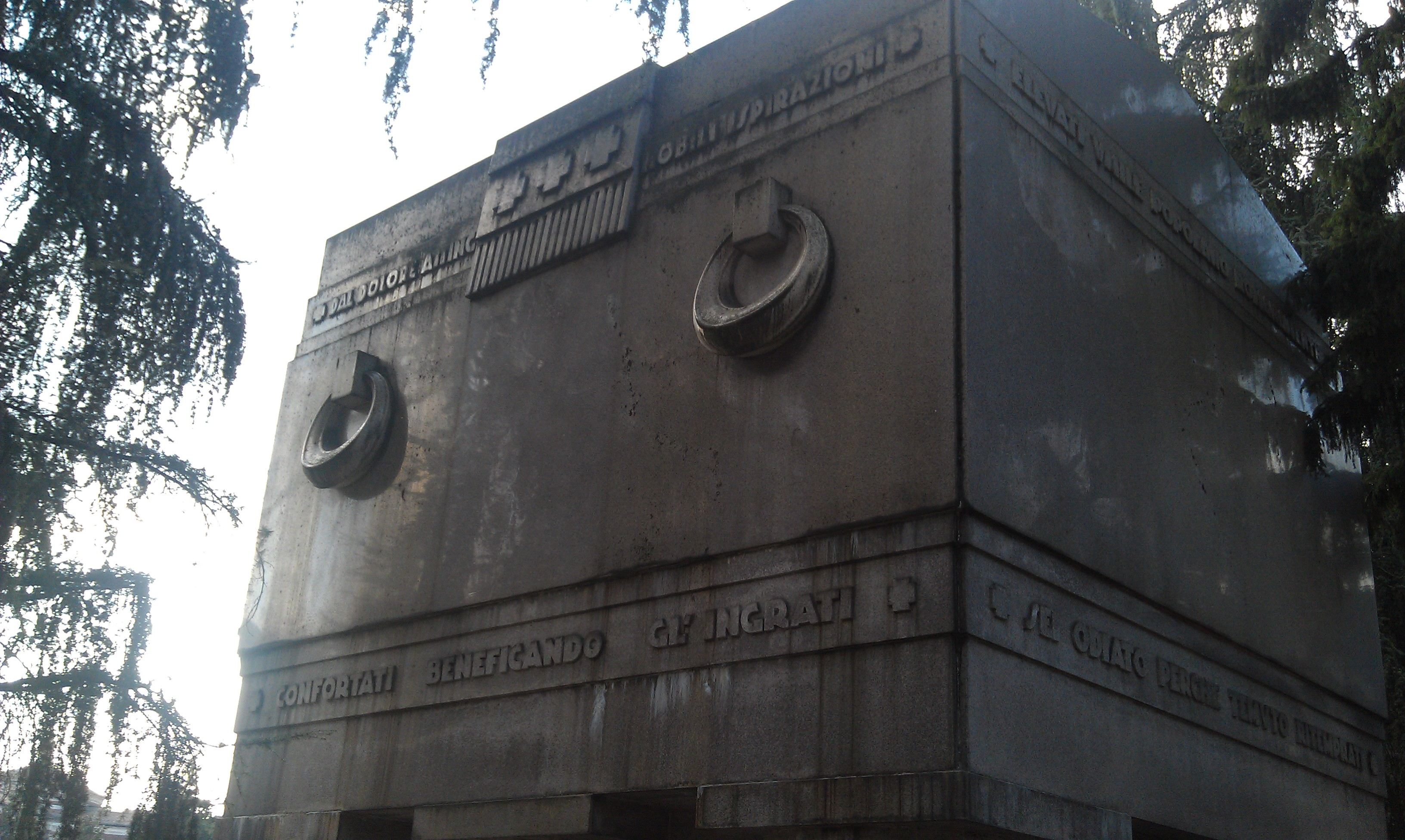
Massime lato sinistro